# Bertsdorf-Hörnitz
Bertsdorf-Hörnitz – miejscowość i gmina w Niemczech, w kraju związkowym Saksonia, w okręgu administracyjnym Drezno, w powiecie Görlitz, wchodzi w skład wspólnoty administracyjnej Olbersdorf.